# Rodewald
Rodewald egy község Németországban, a Weser-Nienburgi járásban. Lakosainak száma 2599 fő (2023. december 31.).

## Népessége
| Lakosok száma | 2522 | 2545 | 2538 | 2571 | 2596 | 2599 |
|               | 2016 | 2017 | 2019 | 2021 | 2022 | 2023 |